# San Julián de Vea
Vea (también llamada San Julián de Vea y oficialmente San Xulián de Vea) es una parroquia del municipio de La Estrada, en la provincia de Pontevedra, Galicia, España.

## Límites
Limita con las de Matalobos, Vea, San Jorge de Vea, Santa Cristina de Vea, Baloira y Toedo.

## Población
En 1842 tenía una población de hecho de 98 personas. En los veinte años que van de 1986 a 2006 la población pasó de 291 a 246 personas, lo cual significó una pérdida del 15,46%.